# Croix du Saint-Empire romain germanique

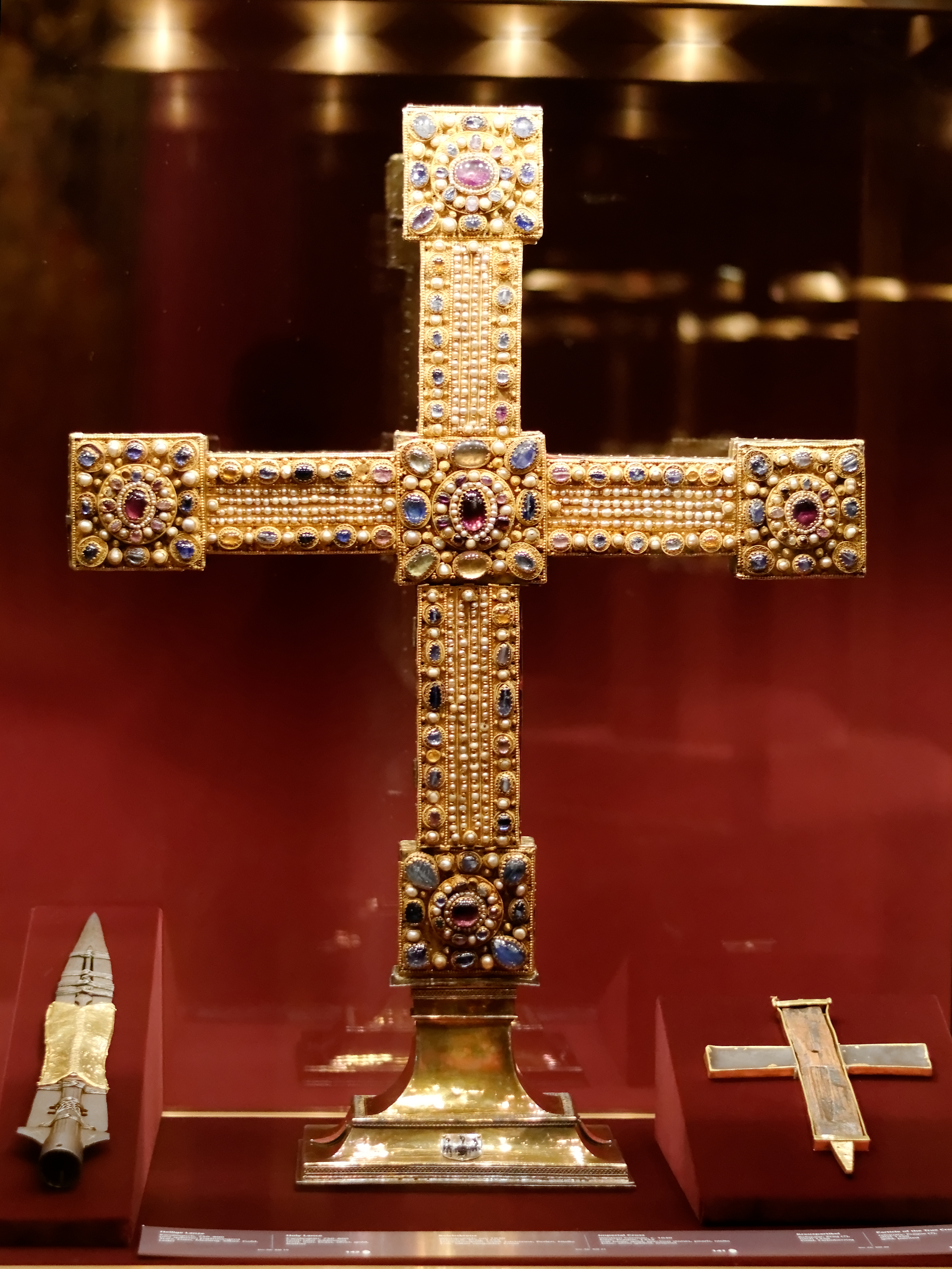
Le Crucifix de l'Empire.

La croix du Saint-Empire fait partie des regalia du Saint-Empire romain germanique. L'objet est creux et est le plus ancien reliquaire des regalia conservées à Vienne, il aurait conservé des éléments d'autres regalia, dont la Sainte Lance et des reliques de la Vraie Croix.
Elle est conservée au Trésor impérial de Vienne dans le quartier de Hofburg.

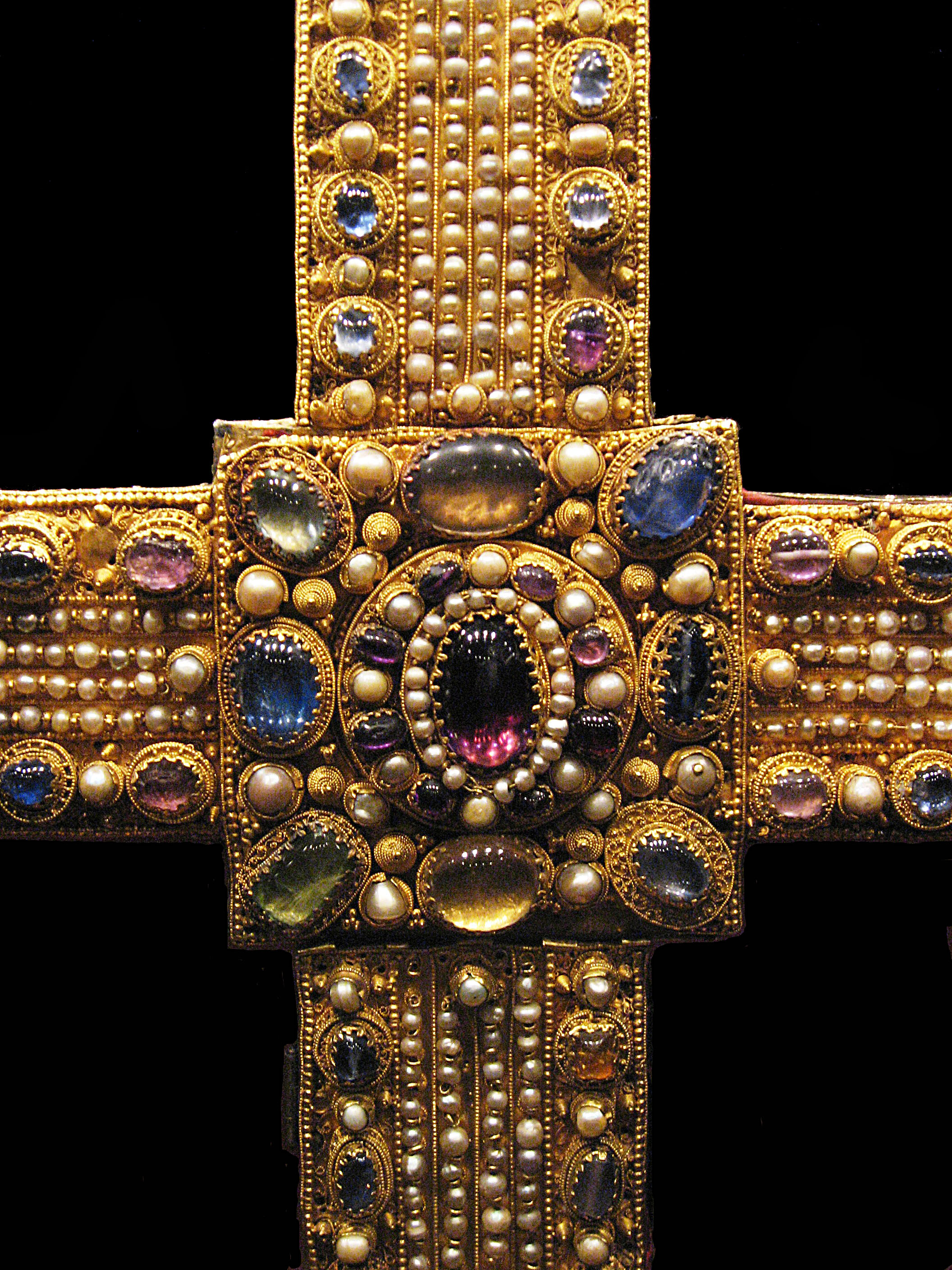
Détail.
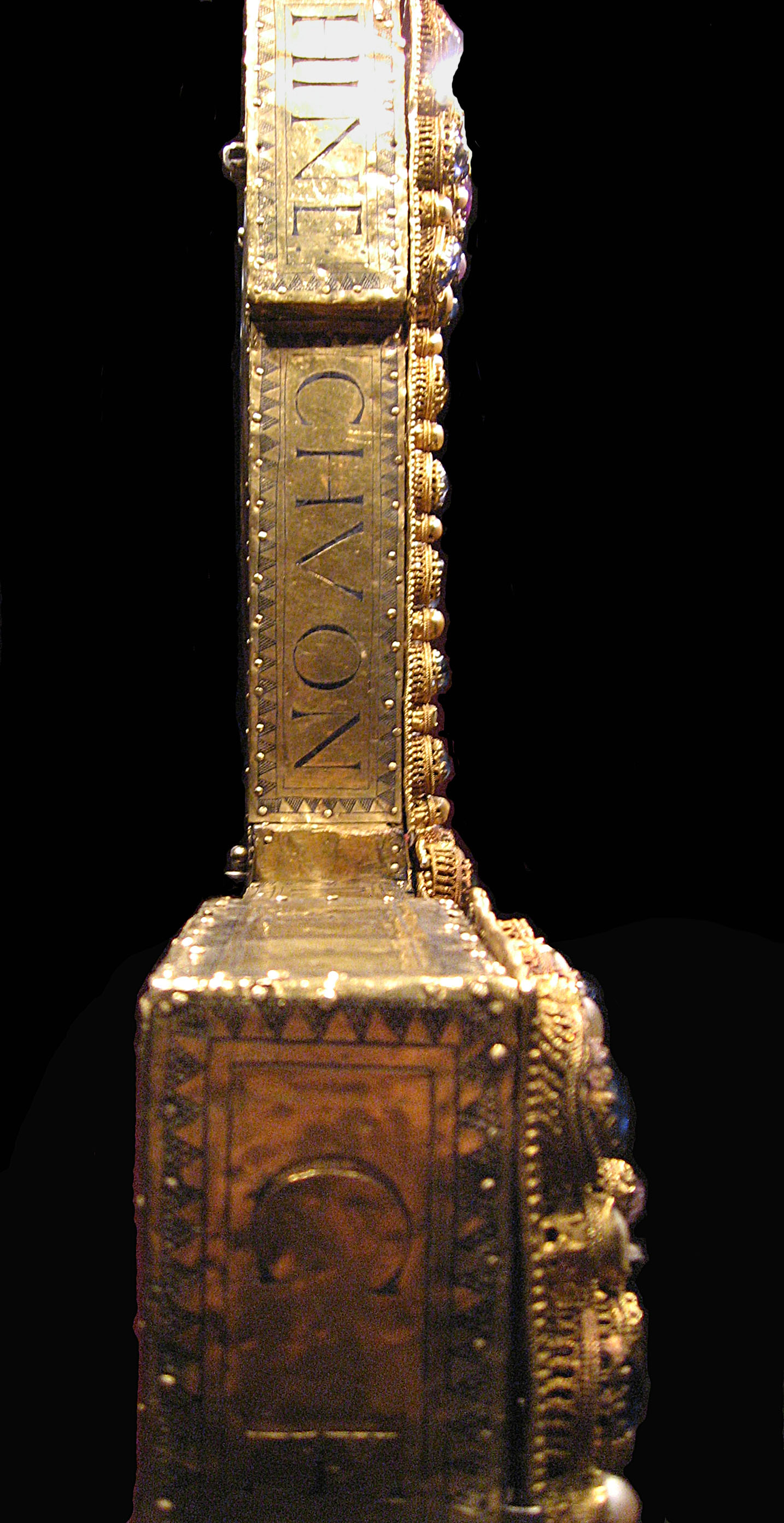
Vue latérale.